# ريفن أوك
ريفن أوك (بالإنجليزية: Raven Oak)‏ (21 ديسمبر 1977، ريفرسايد في الولايات المتحدة)؛ مغنية، عازفة بيانو وروائية أمريكية. درست في جامعة شمال تكساس.

## روابط خارجية
- ريفن أوك على موقع IMDb (الإنجليزية)